# Gestionnaire de périphériques mobiles
Le Gestionnaire de périphériques mobiles (Windows Mobile Device Center en anglais) a remplacé ActiveSync sous Windows Vista.

## Versions
La version initiale était la 6.0.(Windows Vista)

La version actuelle 6.1 a stabilisé ce logiciel de synchronisation avec les PDA en Windows Mobile 5 à 6.5 inclus.